# シークレッツ
シークレッツ (Secrets) は、2010年にカリフォルニア州のサンディエゴにて結成されたロックバンドである。

## メンバー

### 現在のメンバー
- リチャード・ロジャース (Richard Rogers) - ボーカル・リズムギター (2010-現在)
- マイケル・シャーマン(Michael Sherman) - リードギター (2010-現在)
- ジョー・イングリッシュ (Joe English) - ドラム (2010-現在)
- ウェイド・ウォルターズ (Wade Walters) - ベース・スクリーム (2015-現在)

### 旧メンバー
- ザンダー・ブルジョア（Xander Bourgeois）- スクリーム（2010-2013）
- マーク・コック（Marc Koch）- ベース（2010-2012）
- マイケル・オーウェンズ（Michael Owens）- ベース（2012-2014）
- アーロン・メルツァー（Aaron Melzer）- スクリーム（2013-2015）

## 来歴
2010年、「A City Serene」というバンドのメンバーだったマイケル、ジョー、ザンダー、マークにリチャードを加え結成。その後にRise Recordと契約を結んだ。
2012年、彼らのデビュー作である「The Ascent」をリリース。その後Sleeping With SirensやAttack Attack!らと共にツアーを回った。
2013年、フロントマンのザンダーがバンドからの脱退を発表。アーロン・メルツァーが後任として迎えられた。同年7月に2作目である「Fragile Figures」をリリース。バンドの知名度を押し上げる1枚になった。
2015年3月、Saosinのギタリストであるボウ・バーチェルをプロデューサーに迎え入れ、アコースティックEPである「Renditions」をリリース。
同年10月、彼らはフェイスブック上でアーロンの脱退を発表。後任にはベース兼任でウェイドが加わった。
その後12月に3作目である「Everything That Got Us Here」をリリース。

## ディスコグラフィー

### アルバム
| 発売日         | タイトル                    | 販売レーベル |
| -------------- | --------------------------- | ------------ |
| 2012年1月16日  | The Ascent                  | Rise Record  |
| 2013年7月23日  | Fragile Figures             | Rise Record  |
| 2015年12月11日 | Everything That Got Us Here | Rise Record  |